# Campeonato Provincial de Fútbol de Segunda Categoría de Loja 2018
El Campeonato Provincial de Segunda Categoría de Loja 2018 fue un torneo de fútbol en Ecuador en el cual compitieron equipos de la Provincia de Loja y la Provincia de Zamora Chinchipe. El torneo fue organizado por Asociación de Fútbol Profesional de Loja (AFPL) y avalado por la Federación Ecuatoriana de Fútbol. Empezó el 2 de junio de 2018 y finalizó el 15 de julio de 2018. Participaron 7 clubes de fútbol y entregó dos cupos al zonal de ascenso de la Segunda Categoría 2018 por el ascenso a la Serie B.

## Sistema de campeonato
El sistema determinado por la Asociación de Fútbol Profesional de Loja fue el siguiente:
- Se jugó una etapa única con los 7 equipos establecidos,[1] fue todos contra todos ida y vuelta (14 fechas), en cada fecha un equipo tuvo descanso, al final el equipo que terminó en primer y segundo lugar clasificaron a los zonales de Segunda Categoría 2018 como campeón y vicecampeón provincial.[2][3]

## Equipos participantes
| Equipos participantes                      | Equipos participantes | Equipos participantes                             |
| ------------------------------------------ | --------------------- | ------------------------------------------------- |
|                                            |                       |                                                   |
| Equipo                                     | Ciudad                | Estadio                                           |
| Club Deportivo Loja Federal                | Loja                  | Estadio Federativo Reina del Cisne                |
| Club Deportivo Zamora Chinchipe            | Zamora                | Estadio Nuestra Señora de El Carmen               |
| Club Deportivo Ciudad de Yantzaza          | Yantzaza              | Estadio Municipal de Yantzaza                     |
| Club Deportivo Sport Villarreal            | Cariamanga            | Estadio Municipal de Cariamanga                   |
| Club Deportivo Formativo Valle de Catamayo | Catamayo              | Estadio de la Liga Deportiva Cantonal de Catamayo |
| Club Sportivo Loja                         | Loja                  | Estadio Federativo Reina del Cisne                |
| Independiente Fútbol Club de Pindal        | Pindal                | Estadio Municipal de Pindal                       |

## Equipos por cantón
| Cantón   | N.º | Equipos                        |
| -------- | --- | ------------------------------ |
| Loja     | 2   | - Loja Federal - Sportivo Loja |
| Calvas   | 1   | - Sport Villarreal             |
| Catamayo | 1   | - Valle de Catamayo            |
| Pindal   | 1   | - Independiente de Pindal      |
| Yantzaza | 1   | - Ciudad de Yantzaza           |
| Zamora   | 1   | - Deportivo Chinchipe          |

## Clasificación
| Pos. | Equipo                  | Pts. | PJ | G  | E | P  | GF | GC | Dif. |  |
| ---- | ----------------------- | ---- | -- | -- | - | -- | -- | -- | ---- |  |
| 1    | Valle de Catamayo       | 30   | 12 | 10 | 0 | 2  | 47 | 13 | +34  |  |
| 2    | Sport Villarreal        | 27   | 12 | 9  | 0 | 3  | 39 | 19 | +20  |  |
| 3    | Ciudad de Yantzaza      | 20   | 12 | 6  | 2 | 4  | 41 | 14 | +27  |  |
| 4    | Deportivo Chinchipe     | 19   | 12 | 6  | 1 | 5  | 24 | 18 | +6   |  |
| 5    | Loja Federal            | 18   | 12 | 6  | 0 | 6  | 36 | 32 | +4   |  |
| 6    | Independiente de Pindal | 9    | 12 | 2  | 3 | 7  | 17 | 28 | −11  |  |
| 7    | Sportivo Loja           | 0    | 12 | 0  | 0 | 12 | 5  | 85 | −80  |  |

 Fuente: @joslui13
Criterios de clasificación: 1) Puntos; 2) Diferencia de goles; 3) Goles marcados
|  | Campeón y clasificado a los zonales de Segunda Categoría 2018.     |
|  | Vicecampeón y clasificado a los zonales de Segunda Categoría 2018. |

## Evolución de la clasificación
| Equipo / Jornada        | 01 | 02 | 03 | 04 | 05 | 06 | 07 | 08 | 09 | 10 | 11 | 12 | 13 | 14 |
| ----------------------- | -- | -- | -- | -- | -- | -- | -- | -- | -- | -- | -- | -- | -- | -- |
| Valle de Catamayo       | 3  | 2  | 3  | 2  | 2  | 2  | 2  | 1  | 1  | 1  | 1  | 1  | 1  | 1  |
| Sport Villarreal        | 2  | 3  | 2  | 1  | 1  | 1  | 1  | 2  | 2  | 2  | 2  | 2  | 2  | 2  |
| Ciudad de Yantzaza      | 5  | 5  | 4  | 3  | 3  | 4  | 4  | 4  | 4  | 5  | 4  | 4  | 4  | 3  |
| Deportivo Chinchipe     | 6  | 4  | 6  | 6  | 5  | 3  | 3  | 3  | 3  | 3  | 3  | 3  | 3  | 4  |
| Loja Federal            | 1  | 1  | 1  | 4  | 4  | 5  | 5  | 5  | 5  | 4  | 5  | 5  | 5  | 5  |
| Independiente de Pindal | 4  | 6  | 5  | 5  | 6  | 6  | 6  | 6  | 6  | 6  | 6  | 6  | 6  | 6  |
| Sportivo Loja           | 7  | 7  | 7  | 7  | 7  | 7  | 7  | 7  | 7  | 7  | 7  | 7  | 7  | 7  |

## Resultados

### Primera vuelta
| Valle de Catamayo | 1 - 0                   | Deportivo Chinchipe     | LDC de Catamayo         | 2 de junio              | 16:00                   |
| Loja Federal      | 4 - 0                   | Sportivo Loja           | Reina del Cisne         | 3 de junio              | 14:00                   |
| Sport Villarreal  | 2 - 1                   | Ciudad de Yantzaza      | Municipal de Cariamanga | 3 de junio              | 15:00                   |
| Libre:            | Independiente de Pindal | Independiente de Pindal | Independiente de Pindal | Independiente de Pindal | Independiente de Pindal |

| Independiente de Pindal | 1 - 3         | Loja Federal       | Municipal de Pindal | 6 de junio    | 15:00         |
| Valle de Catamayo       | 1 - 0         | Sport Villarreal   | LDC de Catamayo     | 6 de junio    | 16:00         |
| Deportivo Chinchipe     | 2 - 1         | Ciudad de Yantzaza | Virgen del Carmen   | 6 de junio    | 16:00         |
| Libre:                  | Sportivo Loja | Sportivo Loja      | Sportivo Loja       | Sportivo Loja | Sportivo Loja |

| Sportivo Loja      | 1 - 3        | Independiente de Pindal | Reina del Cisne         | 10 de junio  | 14:00        |
| Sport Villarreal   | 2 - 1        | Deportivo Chinchipe     | Municipal de Cariamanga | 10 de junio  | 15:00        |
| Ciudad de Yantzaza | 3 - 1        | Valle de Catamayo       | Municipal de Yantzaza   | 10 de junio  | 16:00        |
| Libre:             | Loja Federal | Loja Federal            | Loja Federal            | Loja Federal | Loja Federal |

| Independiente de Pindal | 2 - 3               | Valle de Catamayo   | Municipal de Pindal | 13 de junio         | 15:00               |
| Loja Federal            | 2 - 3               | Sport Villarreal    | Reina del Cisne     | 13 de junio         | 16:00               |
| Sportivo Loja           | 1 - 6               | Ciudad de Yantzaza  | Jipiro              | 13 de junio         | 16:00               |
| Libre:                  | Deportivo Chinchipe | Deportivo Chinchipe | Deportivo Chinchipe | Deportivo Chinchipe | Deportivo Chinchipe |

| Sport Villarreal    | 9 - 0             | Sportivo Loja           | Reina del Cisne       | 16 de junio       | 12:00             |
| Deportivo Chinchipe | 3 - 2             | Loja Federal            | Virgen del Carmen     | 16 de junio       | 15:00             |
| Ciudad de Yantzaza  | 0 - 0             | Independiente de Pindal | Municipal de Yantzaza | 17 de junio       | 16:00             |
| Libre:              | Valle de Catamayo | Valle de Catamayo       | Valle de Catamayo     | Valle de Catamayo | Valle de Catamayo |

| Independiente de Pindal | 1 - 2              | Sport Villarreal    | Municipal de Pindal | 20 de junio        | 15:00              |
| Loja Federal            | 2 - 5              | Valle de Catamayo   | Jipiro              | 20 de junio        | 16:00              |
| Sportivo Loja           | 0 - 2              | Deportivo Chinchipe | Reina del Cisne     | 21 de junio        | 16:00              |
| Libre:                  | Ciudad de Yantzaza | Ciudad de Yantzaza  | Ciudad de Yantzaza  | Ciudad de Yantzaza | Ciudad de Yantzaza |

| Valle de Catamayo   | 6 - 0            | Sportivo Loja           | LDC de Catamayo       | 23 de junio      | 16:00            |
| Ciudad de Yantzaza  | 5 - 1            | Loja Federal            | Municipal de Yantzaza | 24 de junio      | 16:00            |
| Deportivo Chinchipe | 3 - 1            | Independiente de Pindal | Virgen del Carmen     | 24 de junio      | 16:00            |
| Libre:              | Sport Villarreal | Sport Villarreal        | Sport Villarreal      | Sport Villarreal | Sport Villarreal |

### Segunda vuelta
| Independiente de Pindal | 1 - 1            | Deportivo Chinchipe | Municipal de Pindal | 27 de junio      | 15:00            |
| Sportivo Loja           | 0 - 10           | Valle de Catamayo   | Jipiro              | 27 de junio      | 16:00            |
| Loja Federal            | 2 - 1            | Ciudad de Yantzaza  | Reina del Cisne     | 27 de junio      | 16:00            |
| Libre:                  | Sport Villarreal | Sport Villarreal    | Sport Villarreal    | Sport Villarreal | Sport Villarreal |

| Sport Villarreal    | 3 - 1              | Independiente de Pindal | Municipal de Cariamanga | 30 de junio        | 15:00              |
| Valle de Catamayo   | 4 - 1              | Loja Federal            | LDC de Catamayo         | 30 de junio        | 16:00              |
| Deportivo Chinchipe | 7 - 0              | Sportivo Loja           | Virgen del Carmen       | 1 de julio         | 16:00              |
| Libre:              | Ciudad de Yantzaza | Ciudad de Yantzaza      | Ciudad de Yantzaza      | Ciudad de Yantzaza | Ciudad de Yantzaza |

| Independiente de Pindal | 1 - 1             | Ciudad de Yantzaza  | Municipal de Pindal | 4 de julio        | 15:00             |
| Loja Federal            | 3 - 1             | Deportivo Chinchipe | Jipiro              | 4 de julio        | 16:00             |
| Sportivo Loja           | 1 - 8             | Sport Villarreal    | Reina del Cisne     | 5 de julio        | 16:00             |
| Libre:                  | Valle de Catamayo | Valle de Catamayo   | Valle de Catamayo   | Valle de Catamayo | Valle de Catamayo |

| Valle de Catamayo  | 6 - 0               | Independiente de Pindal | LDC de Catamayo         | 7 de julio          | 16:00               |
| Sport Villarreal   | 4 - 1               | Loja Federal            | Municipal de Cariamanga | 7 de julio          | 16:00               |
| Ciudad de Yantzaza | 18 - 0              | Sportivo Loja           | Municipal de Yantzaza   | 8 de julio          | 16:00               |
| Libre:             | Deportivo Chinchipe | Deportivo Chinchipe     | Deportivo Chinchipe     | Deportivo Chinchipe | Deportivo Chinchipe |

| Independiente de Pindal | 3 - 0        | Sportivo Loja      | Municipal de Pindal | 11 de julio  | 15:00        |
| Deportivo Chinchipe     | 3 - 2        | Sport Villarreal   | Virgen del Carmen   | 11 de julio  | 16:00        |
| Valle de Catamayo       | 3 - 0        | Ciudad de Yantzaza | LDC de Catamayo     | 11 de julio  | 16:00        |
| Libre:                  | Loja Federal | Loja Federal       | Loja Federal        | Loja Federal | Loja Federal |

| Loja Federal       | 5 - 3         | Independiente de Pindal | Reina del Cisne       | 13 de julio   | 13:00         |
| Sport Villarreal   | 5 - 4         | Valle de Catamayo       | Jipiro                | 13 de julio   | 15:00         |
| Ciudad de Yantzaza | 2 - 1         | Deportivo Chinchipe     | Municipal de Yantzaza | 13 de julio   | 16:00         |
| Libre:             | Sportivo Loja | Sportivo Loja           | Sportivo Loja         | Sportivo Loja | Sportivo Loja |

| Sportivo Loja       | 2 - 10                  | Loja Federal            | Reina del Cisne         | 15 de julio             | 15:00                   |
| Deportivo Chinchipe | 0 - 3                   | Valle de Catamayo (C)   | Virgen del Carmen       | 15 de julio             | 16:00                   |
| Ciudad de Yantzaza  | 3 - 0                   | Sport Villarreal        | Municipal de Yantzaza   | 15 de julio             | 16:00                   |
| Libre:              | Independiente de Pindal | Independiente de Pindal | Independiente de Pindal | Independiente de Pindal | Independiente de Pindal |

### Campeón
| |
| |
| Club Deportivo Formativo Valle de Catamayo 1.er título Clasifica a los zonales de la Segunda Categoría 2018 - También clasifica Club Deportivo Sport Villarreal como vicecampeón. |